# Бархатное подполье
Фестиваль Бархатное подполье - художественное сообщество, которое объединяет музыкантов, художников, модельеров, танцоров, в своём творчестве наследующих традиции декаданса, эстетизма, дендизма. Культурное пространство «Бархатного подполья» весьма обширно: от поэзии французского символизма до Александра Вертинского, от Серебряного века до глэм-рока и готики, от советских стиляг до куртуазных маньеристов. Автор и арт-директор фестиваля — журналист, музыкант, лидер группы «Бостонское чаепитие» Владимир Преображенский. Фестиваль ежегодно проводится в Москве с 2005 года.

## Хронология

### I фестиваль Бархатное подполье
- Дата: 2005 год
- Место проведения: Клуб на Брестской
- Участники: «Оберманекен», Вадим Степанцов, экс-шоумен группы «АукцЫон» Владимир Весёлкин, Алёша Пальцев, «Бостонское чаепитие», «Пьеро», «Полынья».

### II фестиваль Бархатное подполье
- Дата: 2006 год

В рамках фестиваля в культурном центре Булгаковский дом прошёл круглый стол на тему «Формула гламура». Участниками стали академик Российской академии рекламы Вячеслав Черняховский, историк моды Александр Васильев, журналист и музыкант Владимир Преображенский, писательница Оксана Робски, актриса Елена Захарова, лидер группы «Оберманекен» Анжей Захарищев фон Брауш и другие.
- Место проведения: тантра-клуб Юлии Варры и клуб «Вереск»
- Участники:
  - Влад Гансовский, Светлана Костина, Алёна Присяжная, Андрей Пижемов (эротическая фотовыставка)
  - Театральная студия «Бу» (перформанс)
  - Пётр Воротынцев (поэтическо-музыкальная программа по творчеству Игоря Северянина)
  - DC Team gothic performance (готический спектакль)
  - Анна Бергстрем, Гёц Пилявский (поэзия)
  - «Оберманекен»
  - Оркестр гламурного фанка «Нежно»
  - «Полынья»
  - «Девять»
  - Олег Ломовой
  - A-Net

### III фестиваль Бархатное подполье
- Дата: 2008 год
- Место проведения: клуб 1-я Библиотека
- Участники: «Оберманекен», «Бостонское чаепитие», «Прощай, молодость», Alex theatre_no, Александр О’Шеннон, Homo samplers, Нестор Готтфрид Пилявский, лауреат Международного конкурса «Кутюрье года 2007» дизайнер Лена Камм, дизайнерский дуэт MARC&ANDRE,[1] танцовщицы Школы восточного танца Калины Глазуновой.

### IV фестиваль Бархатное подполье
- Дата: 2009 год
- Место проведения: клуб «Самолёт»
- Участники: «Кабаре Безумного Пьеро», «Бостонское чаепитие», экс-шоумен группы «АукцЫон» Владимир Весёлкин.

### V фестиваль Бархатное подполье
- Дата: 2011 год
- Место проведения: Арт-кафе «Цвет граната»
- Участники: «Бостонское чаепитие», Ляля Бежецкая, Сергей Федотов, Ярослава Бернадская, Андрей Добрынин, Виктор Пеленягрэ, театр исторического костюма «Ретрообраз».

Весной 2013 года автор и продюсер «Бархатного подполья» Владимир Преображенский возобновил декадентские салоны в Москве, добавив к музыкальным, поэтическим и театральным номерам чайную церемонию, мастер-класс по китайской каллиграфии, эротический перформанс и многие другие жанры (подробная информация на официальном сайте фестиваля Архивная копия от 15 мая 2012 на Wayback Machine).
В это же время вышел документальным фильм режиссёра Александра Якова «Бархатное подполье Владимира Преображенского»
В ноябре 2015 года в издательстве «С&К» коллекционным тиражом вышла книга «„Бархатное подполье“. Декаденты современной России», авторами которой стали создатель Движения «Бархатное подполье» Владимир Преображенский, актриса бурлеска Ляля Бежецкая, поэт Сергей Зхус и другие. Книга приурочена к 10-летнему юбилею этого художественного декадентского движения.

## СМИ о фестивале
- Журнал Melon Rich Архивная копия от 14 июля 2014 на Wayback Machine
- Газета «Время новостей» Архивная копия от 11 апреля 2008 на Wayback Machine
- Журнал Penthouse Архивная копия от 17 марта 2010 на Wayback Machine
- Портал «Москва News»
- Журнал DMD о юбилейном V фестивале «Бархатное подполье» (2011) Архивная копия от 29 июля 2014 на Wayback Machine
- Интервью с В.Преображенским в журнале Eclectic Архивная копия от 14 июля 2014 на Wayback Machine
- Газета «Новые известия»
- Портал Zvuki.ru Архивная копия от 6 июля 2009 на Wayback Machine
- Агентство Newsmusic.ru
- Газета Metro Архивная копия от 14 июля 2014 на Wayback Machine
- Интервью В.Преображенского на радио EQUILIBRIUM Архивная копия от 14 июля 2014 на Wayback Machine
- Интервью В.Преображенского на радио "Эхо Москвы" (2017 г.) Архивная копия от 7 февраля 2017 на Wayback Machine